# Sampling (muzyka)
Sampling, samplowanie – użycie fragmentu wcześniej dokonanego nagrania muzycznego, zwanego samplem, jako elementu nowo tworzonego utworu, przy wykorzystaniu specjalnego instrumentu zwanego samplerem lub też stosując w tym celu komputer. Sample uzyskuje się w sposób naturalny bądź sztuczny. Najczęściej stanowią je pojedyncze dźwięki instrumentów naturalnych (np. sample perkusyjne) lub odpowiednio wycięte części innych utworów.

## Historia
Po raz pierwszy taką technikę zastosowali w latach 40. XX wieku awangardowi twórcy muzyki konkretnej (Pierre Schaeffer). W 1956 Bill Buchanan i Dickie Goodman użyli samplingu w nagraniu The Flying Saucer, w którym wykorzystali fragmenty popularnych piosenek. Sampling wykorzystywali w swojej twórczości także The Beatles, Frank Zappa i Pink Floyd. Na szeroką skalę technikę samplowania zaczęli w latach siedemdziesiątych stosować jamajscy didżeje, tworzący reggae i dub (np. Lee „Scratch” Perry). Pierwszym nagraniem dokonanym przy użyciu samplowania, które odniosło sukces i wyznaczyło kierunek rozwoju muzyki hiphopowej, było Rappers Delight zespołu The Sugarhill Gang z końca lat 70. (samplowano w nim utwór zespołu Chic – Good Times). Wtedy też pojawiły się pierwsze prawne problemy dotyczące wykorzystywania fragmentów cudzych nagrań, oskarżono np. George'a Harrisona o wykorzystanie fragmentu melodii utworu He's so fine The Chiffons w piosence My sweet Lord. W latach 80. nie było to już przyjmowane jedynie jako plagiat. Technika samplingu przyczyniła się do powstania gatunków muzycznych: hip-hop, trip-hop i muzyki house.

## Technika

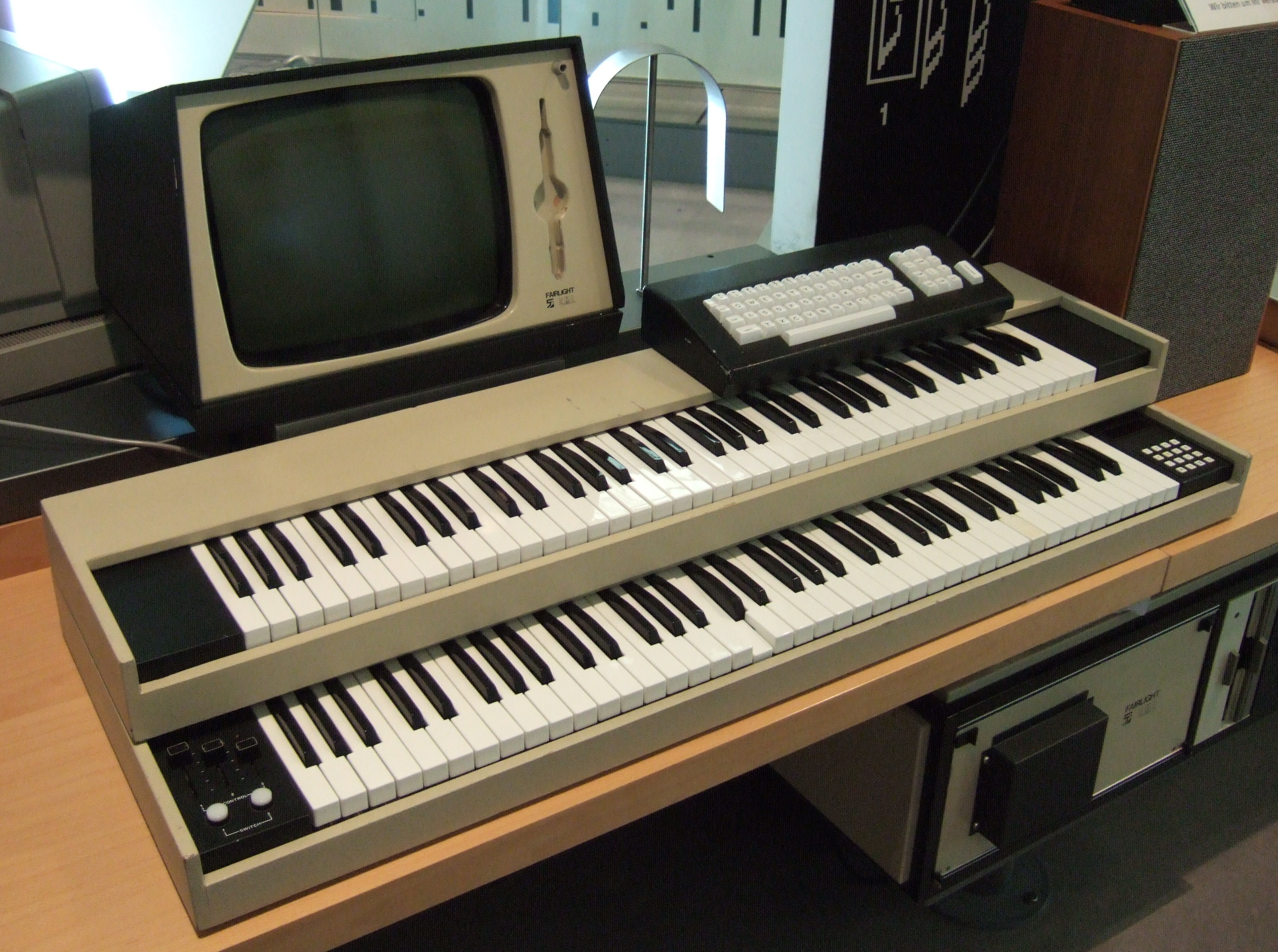
Sampler Fairlight CMI z lat 70.

W czasach poprzedzających epokę elektroniki cyfrowej samplowania dokonywano za pomocą taśmy filmowej (a właściwie jej optycznej ścieżki dźwiękowej – jednym z najbardziej znanych przykładów jest Weekend Waltera Rutmanna z 1930), miękkich płyt gramofonowych (wykorzystywanych przez wielu kompozytorów w latach 30., m.in. Dariusa Milhauda, Johna Cage'a, a w końcu lat 40. przez Pierre'a Schaeffera i Pierre'a Henry'ego w pionierskich realizacjach muzyki konkretnej), a także taśmy magnetycznej. Pierwsze komercyjne samplery oparte na technice cyfrowej, Fairlight CMI i Synclavier, pojawiły się w latach 70.
Kilka typowych zastosowań samplerów to:
- imitowanie brzmień różnych instrumentów (np. akustycznych)
- cyfrowa synteza oparta na próbkowanych brzmieniach oscylatorów
- uzyskiwanie niekonwencjonalnych efektów, np. zwalniania, cofania, filtrowania
- tworzenie kombinacji niemożliwych do uzyskania w inny sposób, np. polifoniczne wersje monofonicznych instrumentów, wielowarstwowe barwy łączące próbki pochodzące z różnych źródeł
- obróbka i odtwarzanie całych fraz (wykorzystanie w roli magnetofonu wielościeżkowego)
- budowa systemu modularnego z wykorzystaniem indywidualnych wyjść audio i zewnętrznych procesorów